# 18240 Mould
18240 Mould (1317 T-2) là một tiểu hành tinh vành đai chính, được đặt theo tên của nhà thiên văn học người Úc Jeremy Mould. 